# Französische Badmintonmeisterschaft 1961
Die Französische Badmintonmeisterschaft 1961 fand in Le Havre statt. Es war die 12. Austragung der nationalen Titelkämpfe im Badminton in Frankreich.

## Titelträger
| Disziplin    | Sieger                           |
| ------------ | -------------------------------- |
| Herreneinzel | Christian Badou                  |
| Dameneinzel  | Jeannie Mathieu                  |
| Herrendoppel | Ghislain Vasseur Christian Badou |
| Damendoppel  | France Groene Jacqueline Robert  |
| Mixed        | Maurice Mathieu Jeannie Mathieu  |